# Bundesautobahn 391
La Bundesautobahn 391, abbreviata anche in A 391, è una autostrada tedesca, lunga 12 km, che collega tra di loro le autostrade A 2 e A 39, Attraversando da nord a sud la città di Braunschweig.
Il suo percorso è interamente in Bassa Sassonia.

## Percorso
| A 391 |           |                                |      |                |                |
| Tipo  | n° uscita | Indicazione                    | km   | Corrispondenze | Strada europea |
|       | 1         | Braunschweig Wenden            | 13,4 |                |                |
|       | 2         | Quadrivio di Braunschweig Nord | 11,5 |                |                |
|       | 3         | Braunschweig Hansestrasse      | 10,6 |                |                |
|       | 4         | Quadrivio Olper                | 7,5  |                |                |
|       | 5         | Braunschweig Lehndorf          | 6,2  |                |                |
|       | 6         | Braunschweig Weststadt         | 3,8  |                |                |
|       | 7         | Braunschweig Gartenstadt       | 2,5  |                |                |
|       | 8         | Trivio di Braunschweig Sudwest | 1,4  |                |                |